# Петербургская декларация (1868)
Санкт-Петербургская декларация 1868 года «Об отмене употребления взрывчатых и зажигательных пуль» — международное соглашение, заключённое 29 ноября (11 декабря) 1868 года в Санкт-Петербурге, столице Российской империи. Декларация запретила использование в армиях европейских стран снарядов, которые при весе менее 400 граммов имеют свойство взрывчатости или снаряжены ударным или горючим составом.

## История
В октябре 1868 года в Санкт-Петербурге, по инициативе Комитета министров Российской империи, прошла конференция, посвящённая обсуждению разработки законов войны.
На конференции были представлены государства: Австро-Венгрия, Бавария, Бельгия, Великобритания, Вюртемберг, Греция, Дания, Италия, Нидерланды, Норвегия, Османская империя, Персия, Португалия, Российская империя, Северогерманский союз (то есть Великая Пруссия), Франция, Швейцария, Швеция.
В ходе конференции некоторые государства (во главе с Пруссией) изъявляли желание прийти к договорённостям, исключающим из военной практики любые варварские средства борьбы. Но были и те (во главе с Англией), которые считали, что следует сохранить за воюющими сторонами неограниченную свободу в выборе средств борьбы. В итоге, из-за этого разногласия, был решён только один вопрос — о разрывных пулях.
...Договаривающиеся стороны обязуются в случае войны между собой отказаться взаимно от употребления как сухопутными, так и морскими войсками снарядов, которые при весе менее 400 граммов имеют свойство взрывчатости или снаряжены ударным или горючим составом.

Они обязуются пригласить все государства, уполномоченные которых не принимали участие в совещаниях бывшей в Санкт-Петербурге военной международной комиссии, пристать к настоящему договору...

## Замечания
- Декларация запрещала использование упомянутого в ней оружия только в войнах между странами, подписавшими её. Однако, со временем данная норма стала рассматриваться, как обычно правовая и, соответственно, обязательная для всех государств[1].
- Несмотря на запрет декларации на использование разрывных пуль, практически все страны-участницы ПМВ использовали их в авиации, так как они очень эффективны в борьбе с дирижаблями и самолётами того времени и очень облегчают корректировку стрельбы. Однако, данное использование не рассматривается, как нарушение Декларации, так как подобные пули имеют другие задачи и не считаются причиняющими излишние страдания. В дальнейшем они были вытеснены противотанковыми ружьями, малокалиберными автоматическими орудиями, осколочно-фугасные боеприпасы которых (большинство массой от 100 до 200 грамм), впрочем, тоже формально, но не фактически (по тем же причинам) подпадают под запрет[2].